# Neuvillette (Somme)
Pour les articles homonymes, voir Neuvillette.
Neuvillette est une commune française située dans le département de la Somme, en région Hauts-de-France.

## Géographie

### Localisation
Neuvillette est un village picard entre Amiénois et Ponthieu aux confins de la Somme avec le Pas-de-Calais.
Limitrophe de Doullens, la localité est située à 8 km au sud de Frévent, 34 km au sud-ouest d'Arras, 35 km au nord d'Amiens et à 36 km au nord-est d'Abbeville à vol d'oiseau.
Le territoire de la commune est limitrophe de ceux de cinq communes.
Les communes limitrophes sont Barly, Bouquemaison, Doullens, Occoches et Bonnières.

### Hydrographie
La commune est située dans le bassin Artois-Picardie. Elle n'est drainée par aucun cours d'eau.

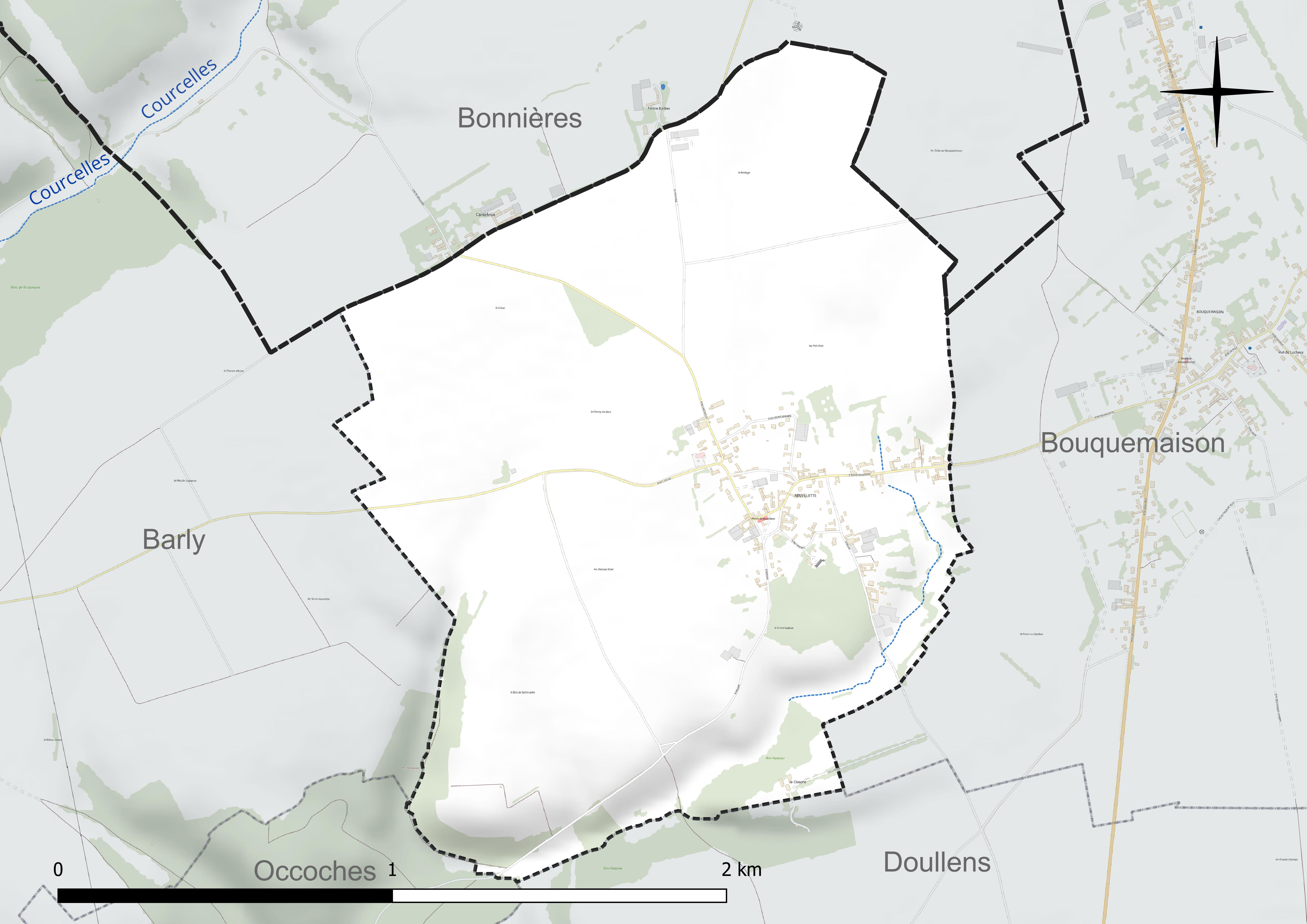
Réseau hydrographique de Neuvillette.

### Climat
Pour des articles plus généraux, voir Climat des Hauts-de-France et Climat de la Somme.
En 2010, le climat de la commune est de type climat des marges montargnardes, selon une étude du CNRS s'appuyant sur une série de données couvrant la période 1971-2000. En 2020, Météo-France publie une typologie des climats de la France métropolitaine dans laquelle la commune est exposée à un climat océanique et est dans la région climatique Côtes de la Manche orientale, caractérisée par un faible ensoleillement (1 550 h/an) ; forte humidité de l'air (plus de 20 h/jour avec humidité relative> 80 % en hiver), vents forts fréquents.
Pour la période 1971-2000, la température annuelle moyenne est de 9,9 °C, avec une amplitude thermique annuelle de 14 °C. Le cumul annuel moyen de précipitations est de 850 mm, avec 13,3 jours de précipitations en janvier et 9,4 jours en juillet. Pour la période 1991-2020, la température moyenne annuelle observée sur la station météorologique la plus proche, située sur la commune de Bernaville à 14 km à vol d'oiseau, est de 10,4 °C et le cumul annuel moyen de précipitations est de 877,3 mm,. Pour l'avenir, les paramètres climatiques de la commune estimés pour 2050 selon différents scénarios d'émission de gaz à effet de serre sont consultables sur un site dédié publié par Météo-France en novembre 2022.

## Urbanisme

### Typologie
Au 1er janvier 2024, Neuvillette est catégorisée commune rurale à habitat dispersé, selon la nouvelle grille communale de densité à sept niveaux définie par l'Insee en 2022.
Elle est située hors unité urbaine. Par ailleurs la commune fait partie de l'aire d'attraction d'Amiens, dont elle est une commune de la couronne,. Cette aire, qui regroupe 369 communes, est catégorisée dans les aires de 200 000 à moins de 700 000 habitants,.

### Occupation des sols
L'occupation des sols de la commune, telle qu'elle ressort de la base de données européenne d'occupation biophysique des sols Corine Land Cover (CLC), est marquée par l'importance des territoires agricoles (84,2 % en 2018), en diminution par rapport à 1990 (94,4 %). La répartition détaillée en 2018 est la suivante :
terres arables (68,6 %), prairies (15,6 %), zones urbanisées (10,2 %), forêts (5,6 %). L'évolution de l'occupation des sols de la commune et de ses infrastructures peut être observée sur les différentes représentations cartographiques du territoire : la carte de Cassini (XVIIIe siècle), la carte d'état-major (1820-1866) et les cartes ou photos aériennes de l'IGN pour la période actuelle (1950 à aujourd'hui).

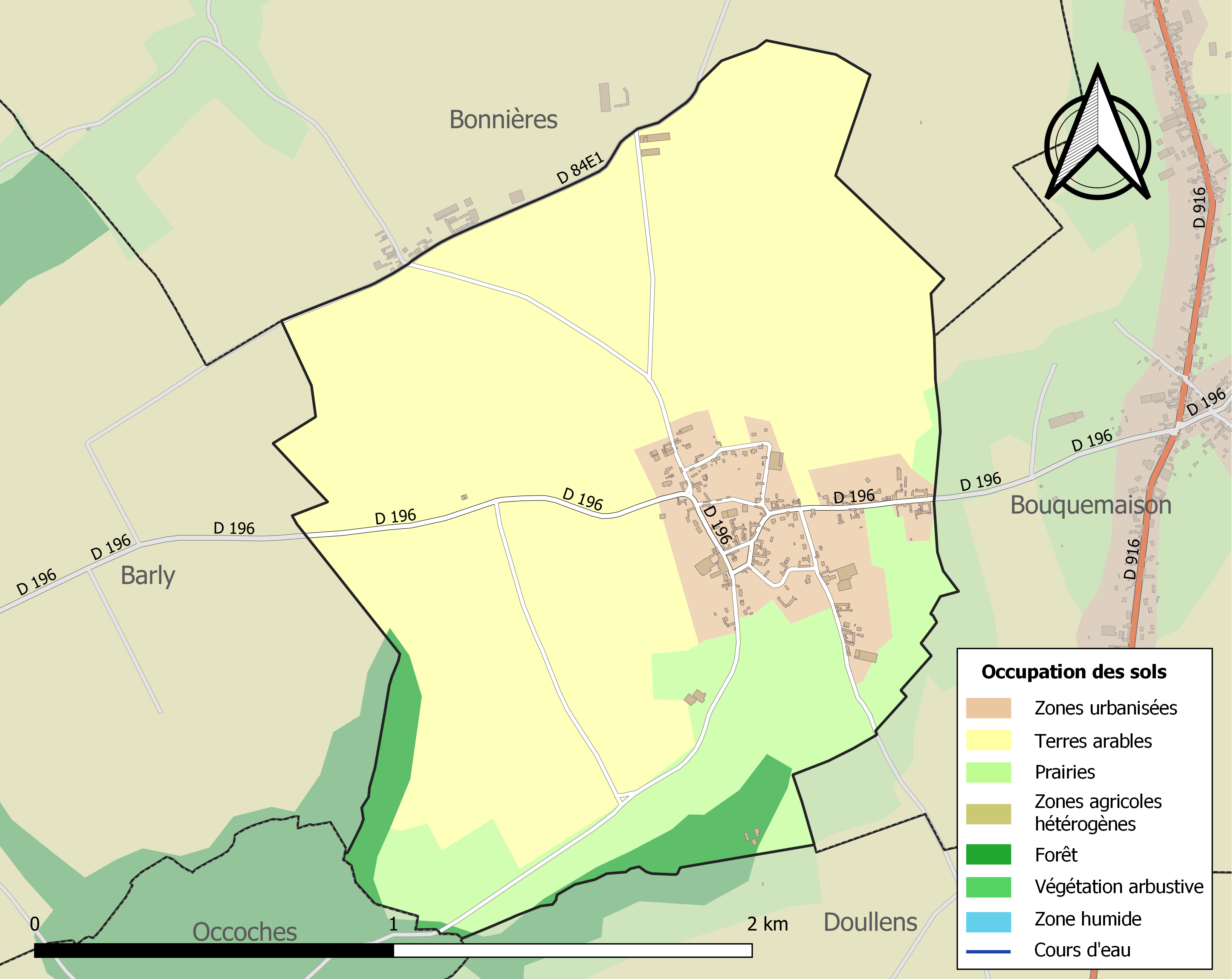
Carte des infrastructures et de l'occupation des sols de la commune en 2018 (CLC).

## Toponymie
Le nom de la localité est attesté sous les formes Novileta (1140) ; Novavilla ; Novavilleta (1301) ; Neuvillette (1434) ; Nevilette (1507) ; Neufvillette (1507) ; Næufvillette (1507) ; Navavillet (1648) ; Neufvillet (1657) ; Neuvillete (1733) ; Neuvilete (1743).
De l'adjectif féminin de la langue d'oïl, neuve et vilele « village », latinisé en Novavilleta, remplacé par l'oïl villette.

## Histoire
En 1734, messire Charles Testart, écuyer, seigneur de Campagne, achète la seigneurie de Neuvillette à Louis-François de la Housse et son épouse Antoinette Élisabeth née d'Urre.
Pendant la Première Guerre mondiale, Neuvillette était située à l'arrière du front d'Artois et de la Somme. Des troupes françaises sont passées par la commune. Y ont séjourné des soldats relevés du front et envoyés à l'arrière pour récupérer, reconstituer les unités etc., par exemple au début de juillet 1915.

## Politique et administration
| Période                                  | Période                      | Identité             | Étiquette | Qualité   |
| ---------------------------------------- | ---------------------------- | -------------------- | --------- | --------- |
| Les données manquantes sont à compléter. |                              |                      |           |           |
| avant 1988                               |                              | Jacques Ansellin     |           |           |
| Les données manquantes sont à compléter. |                              |                      |           |           |
| mars 2001                                | 2020                         | Jean-Marie Ansellin, |           | Garagiste |
| 2020                                     | En cours (au 8 octobre 2020) | José Doal            |           |           |

## Démographie
L'évolution du nombre d'habitants est connue à travers les recensements de la population effectués dans la commune depuis 1793. Pour les communes de moins de 10 000 habitants, une enquête de recensement portant sur toute la population est réalisée tous les cinq ans, les populations de référence des années intermédiaires étant quant à elles estimées par interpolation ou extrapolation. Pour la commune, le premier recensement exhaustif entrant dans le cadre du nouveau dispositif a été réalisé en 2006.

En 2022, la commune comptait 214 habitants, en évolution de −1,83 % par rapport à 2016 (Somme : −1,26 %, France hors Mayotte : +2,11 %).
| 1793 | 1800 | 1806 | 1821 | 1831 | 1836 | 1841 | 1846 | 1851 |
| ---- | ---- | ---- | ---- | ---- | ---- | ---- | ---- | ---- |
| 620  | 606  | 639  | 690  | 715  | 745  | 726  | 717  | 729  |

| 1856 | 1861 | 1866 | 1872 | 1876 | 1881 | 1886 | 1891 | 1896 |
| ---- | ---- | ---- | ---- | ---- | ---- | ---- | ---- | ---- |
| 666  | 633  | 649  | 628  | 601  | 527  | 477  | 441  | 419  |

| 1901 | 1906 | 1911 | 1921 | 1926 | 1931 | 1936 | 1946 | 1954 |
| ---- | ---- | ---- | ---- | ---- | ---- | ---- | ---- | ---- |
| 349  | 320  | 290  | 275  | 247  | 231  | 249  | 239  | 217  |

| 1962 | 1968 | 1975 | 1982 | 1990 | 1999 | 2006 | 2011 | 2016 |
| ---- | ---- | ---- | ---- | ---- | ---- | ---- | ---- | ---- |
| 182  | 184  | 176  | 157  | 161  | 179  | 179  | 216  | 218  |

| 2021 | 2022 | - | - | - | - | - | - | - |
| ---- | ---- | - | - | - | - | - | - | - |
| 216  | 214  | - | - | - | - | - | - | - |

## Culture locale et patrimoine

### Lieux et monuments
- Église Saint-Nicolas.

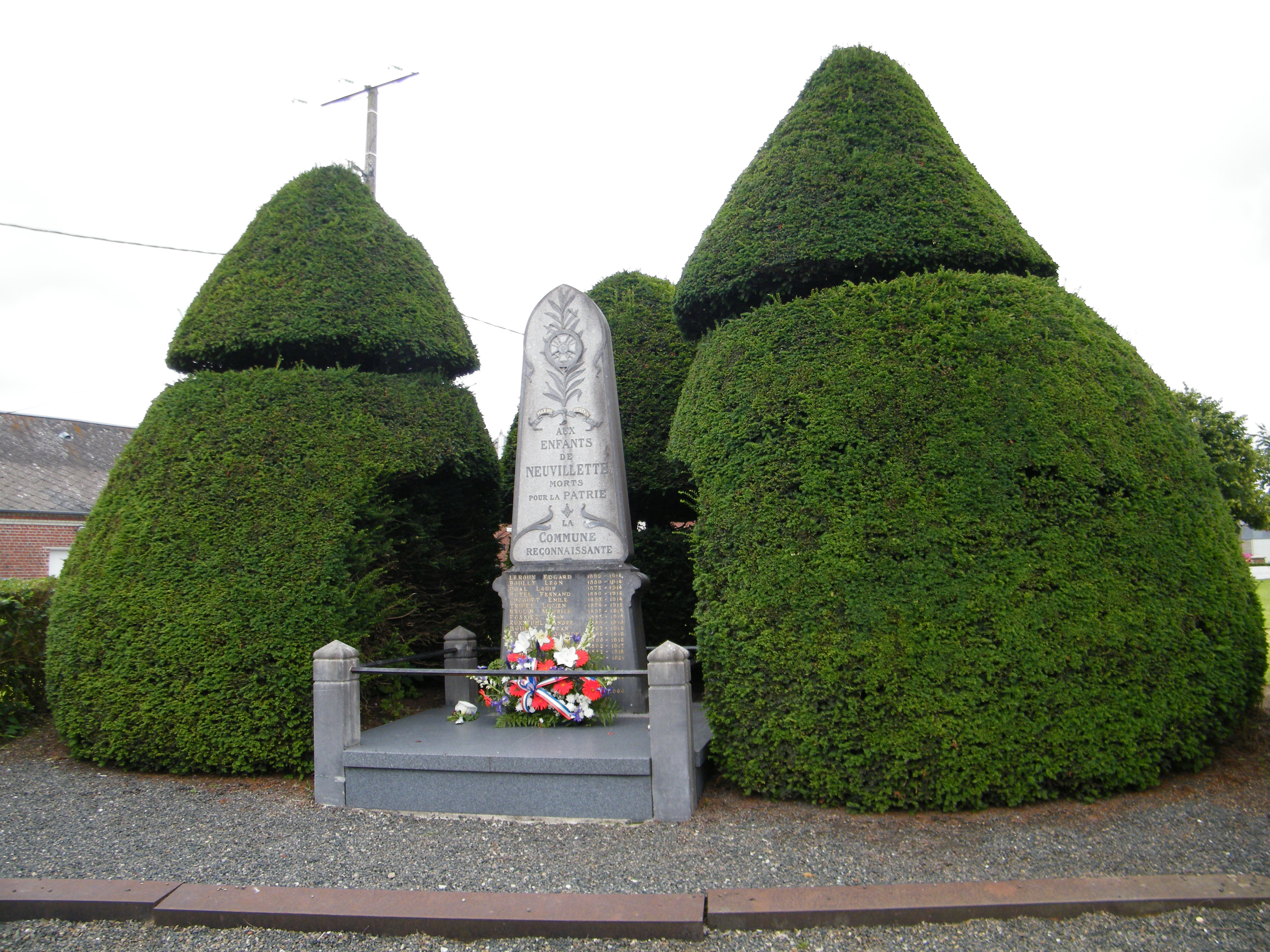
Mémorial et topiaires.
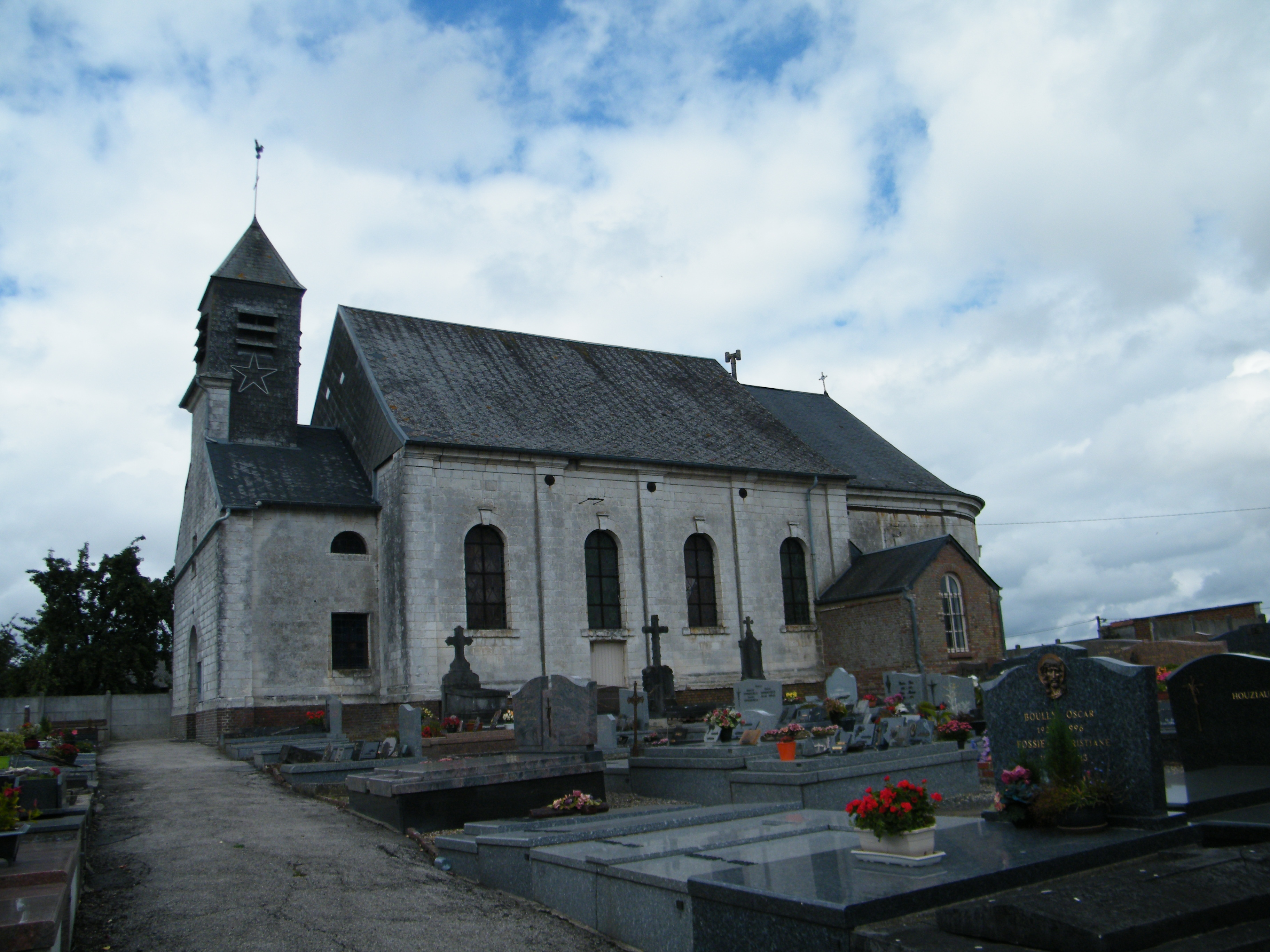
Saint-Nicolas.
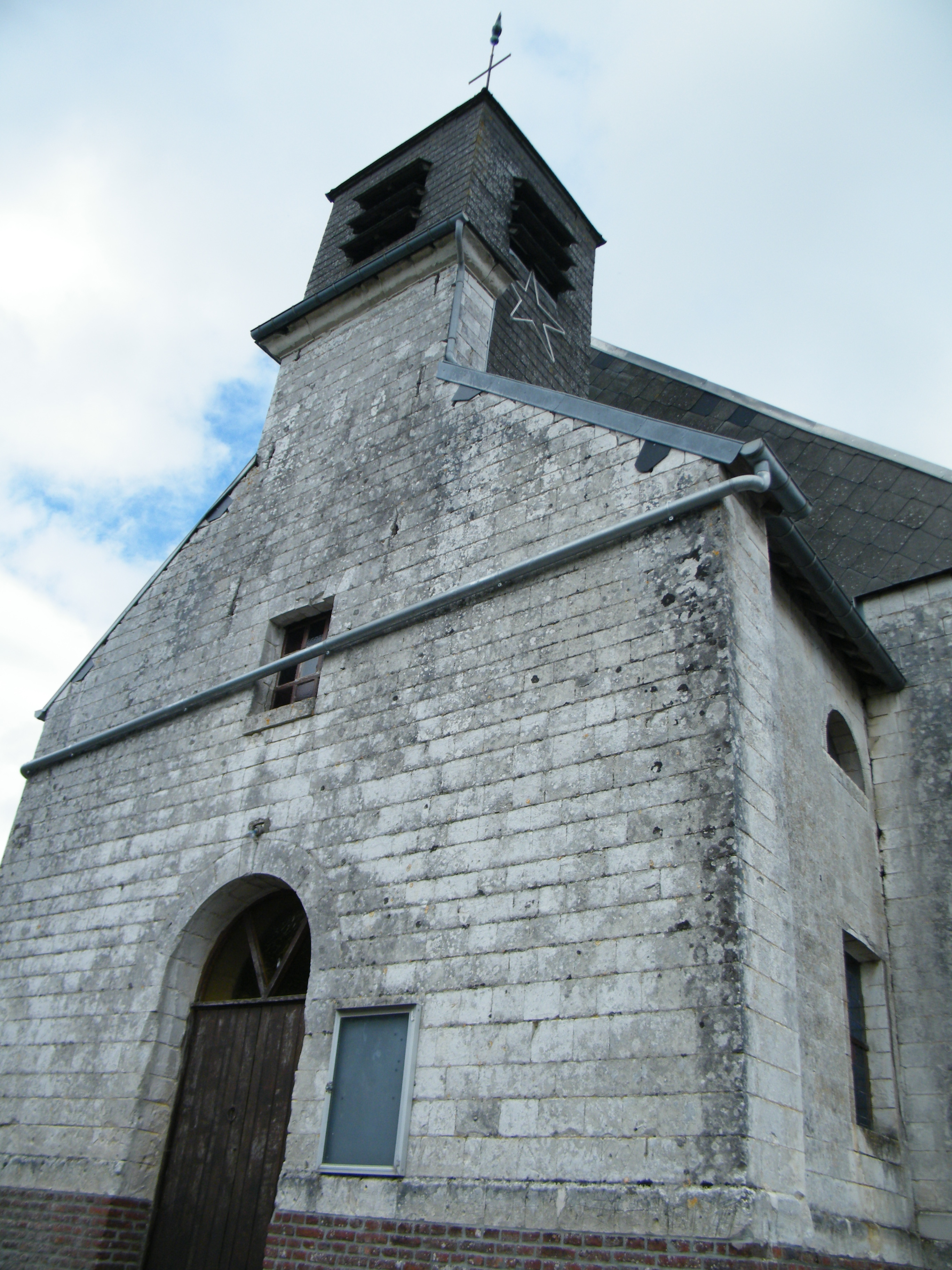
Clocher.
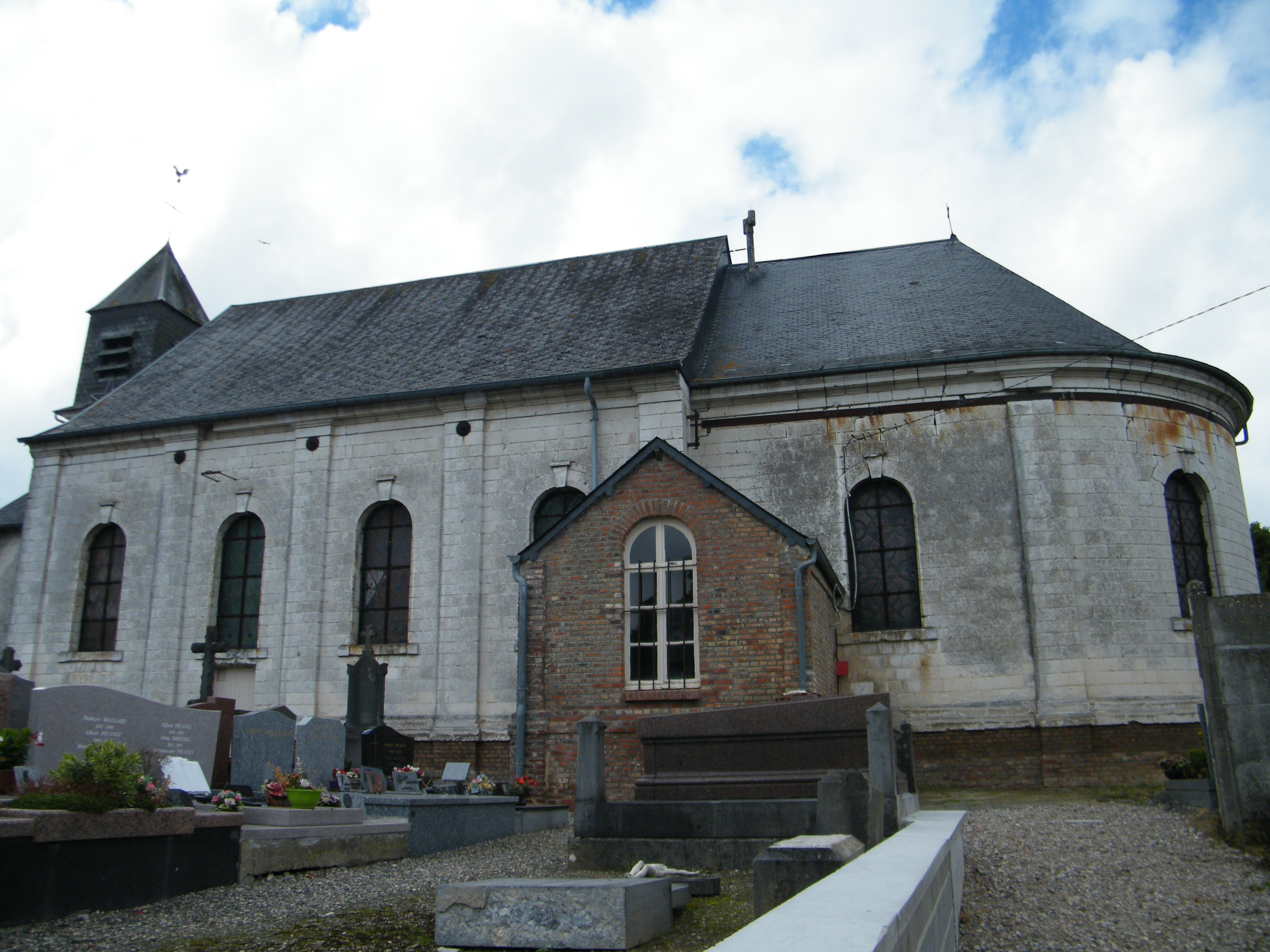
Chevet.